# FC 08 Villingen
Maillots
Dernière mise à jour : 28/12/2024.
Le FC 08 Villingen est un club allemand de football localisé à Villingen-Schwenningen dans le Bade-Wurtemberg.

## Histoire
Le club fut fondé le 1er octobre 1908 dans le restaurant "Torstüble" de Villingen. Durant les années suivantes, le club absorba d’autres cercles locaux dont le Germania, l’Alemania et le Phönix.
Au milieu des années 1920, le club joua dans la plus haute ligue régionale, la Bezirksliga Baden, mais au début de la décennie suivante, il fut relégué.
Le FC 08 Villingen retrouva l’élite régionale en 1935. Le cercle comptait alors dans ses rangs, le défenseur Hermann Gramlich qui porta trois fois le maillot de l’équipe nationale allemande.
Après la Seconde Guerre mondiale, le club fut dissous par les Alliés, comme tous les clubs et associations allemands (voir Directive n°23). Le club fut rapidement reconstitué mais sous l’appellation ASV Villingen. En 1949, le club accéda à l’Oberliga Sud-Ouest et y resta deux saisons. En fin d’année 1949, le club reprit son ancienne dénomination: FC 08 Villingen. 
En 1950, le club fut reversé dans la zone Sud et retourna dans la Amateurliga Südbaden. Le FC 08 en remporta le titre mais monta pas en Oberliga Sud-Ouest. Il en alla de même lors de la saison 1954-1955. Par la suite, le cercle recula dans le classement.
En 1959-1960, une nouvelle série fut constituée à l’échelon régional: la Schwarzwald-Bodenseeliga (équivalent au niveau 3). Le FC 08 Villingen y joua jusqu’en 1966, année où il en remporta le titre et monta en Regionalliga Sud (équivalent D2). Le cercle y resta jusqu’en 1972 puis fut relégué. Fortement endetté, le FC 08 vécut quelques saisons difficiles financièrement parlant.
En 1973 et 1974, il fut sacré champion de la Schwarzwald-Bodenseeliga (niveau 3), mais ne put pas monter. En 1974, à la suite d'une réorganisation des séries faisant suite à la création de la 2. Bundesliga, le club fut versé dans l’Amateurliga Südbaden (niveau 4). Il en remporta le titre en 1976.
À la suite d'une nouvelle réorganisation des séries, le FC 08 Villingen fut un des fondateurs de l’Oberliga Bade-Württemberg (équivalent D3) en 1978. Le club y joua deux saisons puis fut relégué en Verbandsliga Südbaden. En 1983 et 1985, le club remonta au 3e niveau, mais redescendit l’année suivante. 
En 1994, le FC 08 Villingen monta en Oberliga Bade-Württemberg (devenue niveau 4), mais cette aussi l’aventure ne dura qu’une saison. Le club y retourna en 2001 pour deux saisons puis fit un aller/retour en 2004-2005.
En 2006, le FC 08 Villingen accéda encore une fois au 4e niveau et y décrocha la 4e place lors de la saison 2006-2007, puis 6e à la fin de la saison suivante. À la suite d'un nouveau relifting des séries, l’Oberliga Bade-Württemberg devint alors une ligue de niveau 5.

## Stades
- 1925-1960: Waldstraße.
- Depuis 1960: Friedengrund.

## Palmarès
- Champion de la Südbadischersliga: 1957.
- Champion de la Südbadischer Bezirksliga: 1936.
- Champion de la Südbadischersliga: 1951, 1956.
- Champion de la Schwarzwald-Bodenseeliga: 1966, 1973, 1974.
- Champion de la Amateurliga Südbaden: 1976.
- Champion de la Verbandsliga Südbaden (IV): 1983, 1985.
- Champion de la Verbandsliga Südbaden (V): 2001, 2004, 2006.

- Vainqueur de la Südbadischer Pokal: 1950, 1974, 1976, 1979, 2005, 2007, 2009, 2016, 2019, 2024.

## Entraineurs
- 1984-1985 :  Hans Cieslarczyk[1]